# Nicanor Parra
Nicanor Segundo Parra Sandoval (San Fabián de Alico, 5 de septiembre de 1914-La Reina, Santiago, 23 de enero de 2018) fue un poeta, profesor, físico e intelectual chileno, cuya obra ha tenido una profunda influencia en la literatura hispanoamericana.
Considerado el creador de la antipoesía, es para muchos críticos y autores connotados, tales como Harold Bloom, Niall Binns o Roberto Bolaño, uno de los mejores poetas de Occidente. El mayor de la familia Parra —cantera de reconocidos artistas y músicos de la cultura chilena— recibió el Premio Nacional de Literatura (1969) y el Premio Miguel de Cervantes (2011), entre otras distinciones. Fue postulado al Premio Nobel de Literatura en múltiples oportunidades (destacando las candidaturas de 1995, 1997 y 2001).
Su obra ha sido traducida a numerosos idiomas, como el inglés, francés, sueco, ruso, checo, finlandés y portugués. Entre sus traductores anglohablantes figuran reconocidos escritores estadounidenses, tales como Allen Ginsberg, Lawrence Ferlinghetti, William Carlos Williams, Thomas Merton, Denise Levertov y W.S. Merwin, entre otros.
Tuvo seis hijos, entre ellos la artista visual Catalina y los músicos Colombina y Juan de Dios, alias «Barraco».

## Biografía

### Infancia y adolescencia (1914-1932)
Nicanor Segundo Parra nació en San Fabián de Alico, un pueblo cordillerano de la Región de Ñuble, en el seno de una modesta familia que lo estimuló desde pequeño en el arte popular. Fue el primero de ocho hermanos que nacieron del matrimonio conformado por Nicanor Parra Alarcón, profesor primario y músico, y Rosa Clara Sandoval Navarrete, tejedora y modista de origen campesino, aficionada al canto de música folclórica, quien ya tenía dos hijas (Olga y Marta) de un primer matrimonio. Su casa en San Fabián era al mismo tiempo la escuela del pueblo. Sin embargo, debido a la actitud bohemia y errática de su padre, y las constantes penurias económicas familiares, afectadas más tarde por la cesantía generada durante la dictadura del general Carlos Ibáñez del Campo, la infancia del joven Nicanor transcurrió entre frecuentes traslados de domicilio, en los que su padre ejerció como profesor primario en regimientos militares, inspector de tranvías y vigilante de cárcel. La familia se mudó a Lautaro, y de allí en 1919 a Santiago, donde fueron por un tiempo acogidos en casa de Ramón Parra, primo de su padre. Luego regresaron a Lautaro, e incluso llegaron a desplazarse hasta Ancud. En 1927, con doce años de edad, desde Lautaro llegaron a Chillán, específicamente al barrio de Villa Alegre, donde por fin lograron establecerse.
Nicanor es el único de sus hermanos que prosiguió estudios más allá de los primarios, si bien la educación de su madre, integradora de las raíces de la cultura popular, fue fundamental en el desarrollo de todos ellos. Apenas llegado a Chillán, fue matriculado en el Liceo de Hombres de Chillán, donde cursó hasta el quinto año de Humanidades, según el antiguo sistema educativo chileno. Por esta época Nicanor comenzó a escribir sus primeros versos, siguiendo el barroquismo sentimental y retórico de las fuentes a las que tenía acceso: las liras populares (publicaciones callejeras escritas en cuartetas y décimas), los poetas modernistas y una antología de Manuel Magallanes Moure, que le facilitó en 1930 su profesor de dibujo y caligrafía, y que leyó con fascinación.
En 1932 se fue de su casa para mudarse a Santiago, sin medios económicos, con la idea de entrar a la Escuela de Carabineros. Sin embargo, gracias a la mediación de Gonzalo Latorre Salamanca, la Liga de Estudiantes Pobres le otorgó una beca para cursar el último año de secundaria en el Internado Nacional Barros Arana. Allí conoció y entabló una fuerte amistad con Jorge Millas, Luis Oyarzún y Carlos Pedraza, con quienes tuvo gran afinidad artística. De acuerdo al poeta, es en este Internado donde comenzó a gestar las ideas de lo que años más tarde derivaría en la antipoesía.

### Juventud y formación profesional (1933-1944)

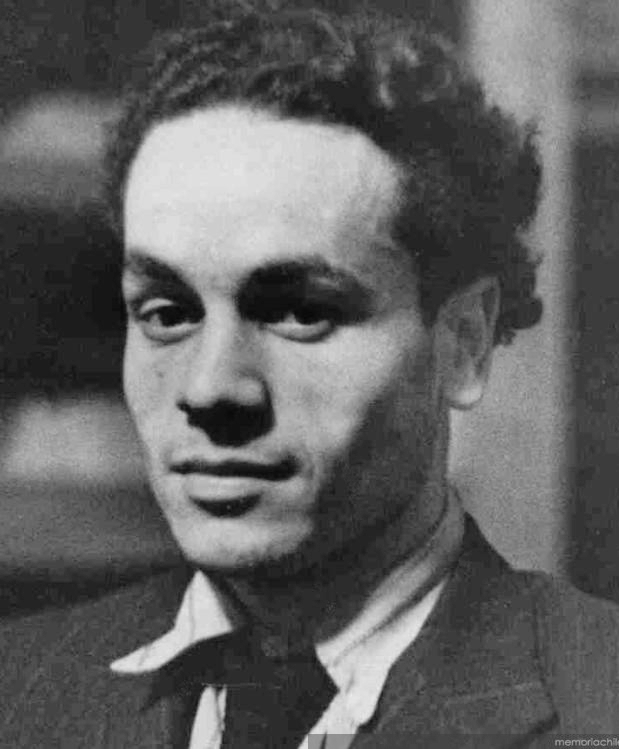
Nicanor Parra (circa 1935).

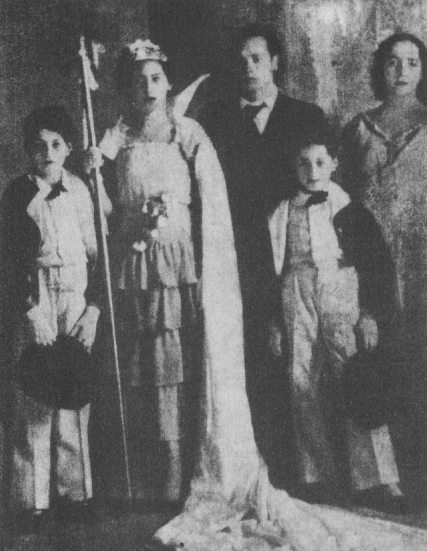
Nicanor Parra en 1937 en las fiestas primaverales de Chillán, como poeta laureado por su primer libro, Cancionero sin nombre. Fotografía incluida en la primera edición de Obra gruesa (1969).

En 1933 ingresó al Instituto Pedagógico de la Universidad de Chile, donde estudió pedagogía en Matemáticas y Física. En un principio también se matriculó en ingeniería, leyes e inglés, pero abandonó estos estudios rápidamente. Para financiar sus estudios, continuó vinculado a su antiguo internado, trabajando junto a Millas y Pedraza como inspector. En 1935 los tres amigos fundaron la Revista Nueva, distribuida entre los inspectores, profesores y alumnos del Internado. En ella Parra realizó sus primeras publicaciones, incluyendo el cuento titulado «Gato en el camino», un irreverente texto en verso libre que le valió una amonestación del rectorado. Ese mismo año se publicó la Antología de poesía chilena nueva, a través de la cual conoció a exponentes clave de la poesía chilena contemporánea, a los que no tenía acceso desde Chillán. Entonces comenzó a sumergirse en la obra de chilenos y españoles contemporáneos, traducciones de los surrealistas franceses y otras vanguardias europeas como el dadaísmo.
En 1937 se graduó como profesor de matemáticas de la Universidad de Chile, y comenzó a ejercer como docente en liceos de Santiago. Ese mismo año publicó su primer poemario, Cancionero sin nombre, muy influido por la obra de Federico García Lorca, y decidió regresar a Chillán para ejercer como profesor de matemáticas y física en el Liceo de Hombres. En esta ciudad fue nombrado poeta laureado en la Fiesta de la Primavera, y se encontró por primera vez con Pablo Neruda, quien estaba de gira política apoyando la campaña presidencial de Pedro Aguirre Cerda, en representación del Frente Popular.
Al año siguiente, su primer poemario, una obra todavía inmadura pero reveladora, recibió el Premio Municipal de Poesía otorgado por la Municipalidad de Santiago. En un acto de homenaje a Gabriela Mistral, le dedicó su poema inédito «Canto a la escuela», y esta, por su parte, elogió su trabajo y lo catalogó como «el futuro poeta de Chile». Todavía en 1938, Parra se introdujo en la poesía de Walt Whitman, en traducción del poeta uruguayo Álvaro Armando Vasseur.
El catastrófico terremoto de Chillán en enero de 1939, que lo sorprendió trabajando como inspector en el Liceo de Hombres, adelantó su retorno a Santiago, donde continuó dando clases de física en su antiguo internado, y de matemáticas en la Escuela de Artes y Oficios. Ese mismo año fue incluido en la antología 8 nuevos poetas chilenos, a la que sucedió Tres poetas chilenos (1942), al mismo tiempo que continuó investigando nuevas formas de poesía.
Gracias a una beca otorgada por el Institute of International Education, en 1943 viajó a Estados Unidos para estudiar un posgrado en mecánica avanzada en la Universidad Brown.

### Academia y consolidación artística (1945-1954)
Regresó de Estados Unidos entre 1945 y 1946, como físico especialista en indeterminación y relatividad, para incorporarse como profesor titular de Mecánica Racional en la Universidad de Chile. Poco después, en 1948, fue nombrado director interino de la Escuela de Ingeniería de dicha casa de estudios, cargo que ocuparía durante veinte años.
En 1949, gracias a una beca del Consejo Británico, se fue a estudiar cosmología por dos años a Oxford, Inglaterra, con el connotado científico Edward Arthur Milne. Si bien asistía poco a clases, su estancia en dicho país se prolongó hasta 1952, tiempo durante el cual tuvo la posibilidad de leer ávidamente a diversos escritores europeos clásicos y de adentrarse en el psicoanálisis.. En la isla europea descuidó sus estudios porque le dedicó la mayor parte de su tiempo al estudio de la literatura británica, entre ellos T. S. Eliot y Shakespeare. Parra se declaró como «alumno irregular» y estuvo cerca de perder su beca, sin embargo su profesor de astrofísica Edward Arthur Milne lo defendió y pudo seguir en Oxford. Durante este viaje contrajo matrimonio con la sueca Inga Palmen, quien lo acompañó de regreso a Chile. El mismo año de su regreso, se unió con el poeta Enrique Lihn y el artista Alejandro Jodorowsky para montar Quebrantahuesos, una exposición de poesía mural realizada con recortes de periódicos donde utilizaron la técnica del collage.
Las experiencias vividas en el extranjero, en países más desarrollados y con culturas tan distintas a la de Chile, fueron fundamentales para la gestación de su segundo poemario, Poemas y antipoemas (1954), donde el autor irrumpió con el nuevo concepto de «antipoesía», el cual se oponía a toda la poesía tradicional entonces imperante en su país, encabezada por Pablo Neruda, Vicente Huidobro y Pablo de Rokha. A partir de esta obra y esta nueva manera de hacer poesía el autor comenzaría una intensa actividad literaria y se comenzaría a hacer conocido a nivel nacional e internacional.

### Internacionalización y proliferación literaria (1955-1989)
Durante la segunda mitad de los años 1950 Nicanor Parra realizó una serie de viajes al extranjero, siendo invitado a Estados Unidos, Perú, Panamá y México, entre otros países, tanto para dictar conferencias académicas como para asistir a talleres y otros eventos literarios. En 1958 emprendió un largo viaje a Europa y Asia, donde incluyó en sus destinos a Moscú, Roma y Madrid. Al año siguiente fue invitado al Consejo Mundial de la Paz en Pekín, para lo cual debió hacer escala en Estocolmo. En la capital sueca entabló amistad con el escritor Artur Lundkvist, por entonces secretario de la Academia Sueca, en cuya casa conoció además a la escritora Sun Axelsson, con quien tuvo una relación amorosa breve y tormentosa.
En 1960 Parra contactó con los beatniks Allen Ginsberg y Lawrence Ferlinghetti en el Primer Encuentro de Escritores Americanos organizado por la Universidad de Concepción. Ferlinghetti, que ya conocía su obra a través del crítico anglochileno Jorge Elliott, publicó Antipoems (1960) en su editorial City Lights Books. Más tarde aparecería Poems and Antipoems (1967), con traducciones de Ginsberg, Ferlinghetti, William Carlos Williams, Thomas Merton, Denise Levertov y W.S. Merwin. Durante esta década la producción de Parra se hizo prolífica, sumándose a su obra Versos de salón (1962), Canciones rusas (1967) y Obra gruesa (1969). Durante estos años mantuvo buenas relaciones con Cuba y ejerció como profesor visitante en Estados Unidos.
En 1968 renunció a su puesto como director interino en la Universidad de Chile. La influencia de su propuesta estética sobre la cultura nacional le valió obtener el Premio Nacional de Literatura en el año 1969.

Durante medio siglo la poesía fue el paraíso del tonto solemne hasta que vine yo y me instalé con mi montaña rusa
Nicanor Parra.

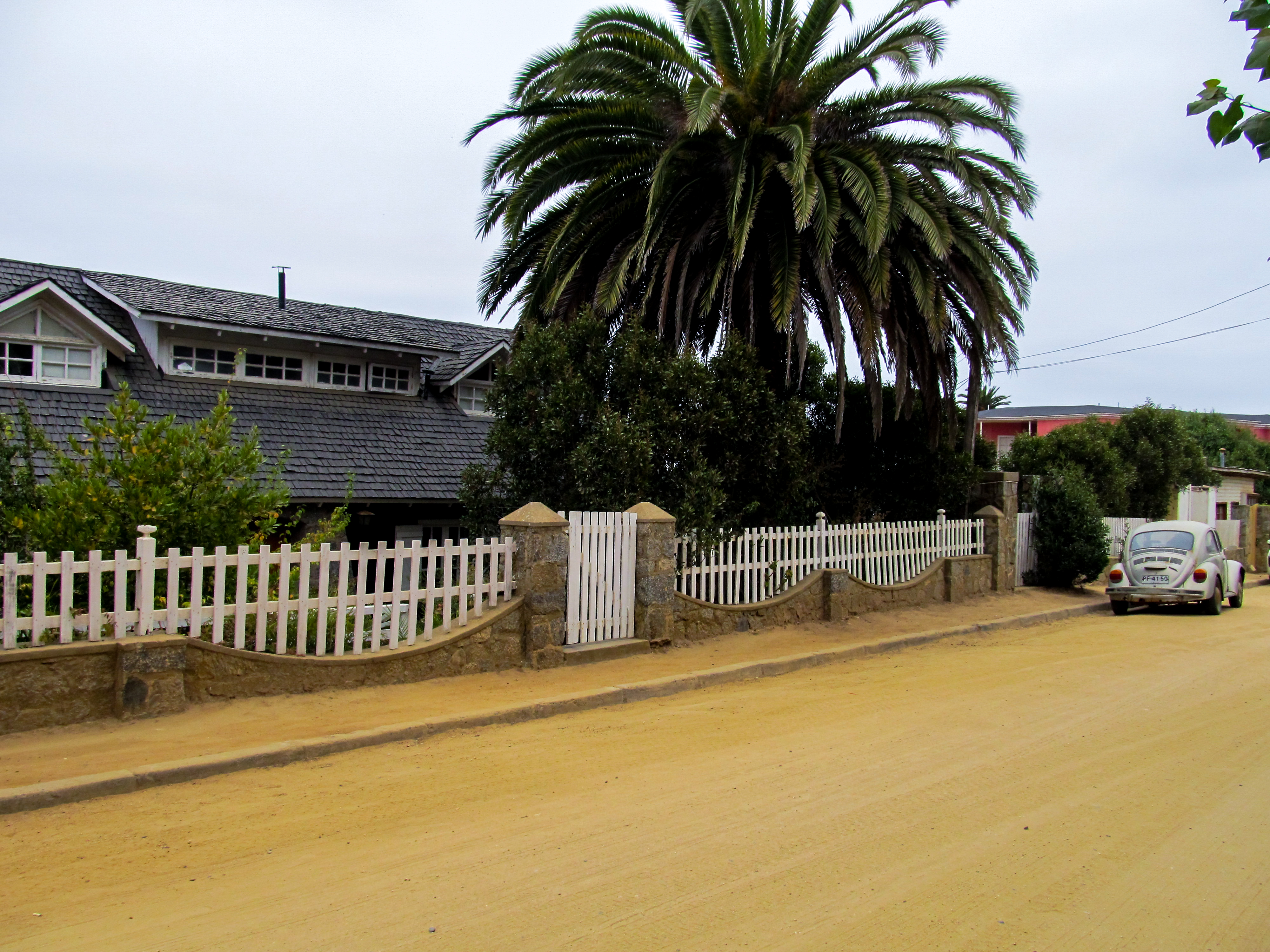
Casa de Parra en el balneario de Las Cruces, donde el poeta vivió desde los años 1980 hasta poco antes de su muerte.

El 15 de abril de 1970, en plena Guerra Fría, mientras asistía al Festival Internacional de Poesía organizado por la Biblioteca del Congreso en Washington D. C. con diversos poetas comunistas (Francis Ponge, Yehuda Amijai, Jorge Carrera Andrade, entre otros), sufrió un malentendido que lo aquejaría por siempre. Durante el viaje fue engañado por la Casa Blanca para ser fotografiado con Pat Nixon, lo que le costó un quiebre de relaciones con Cuba y con otras personas de la izquierda política. Parra fue expulsado del jurado del Premio Casa de las Américas, la prensa oficialista chilena lo criticó duramente, y en la Universidad de Chile boicotearon sus clases de Mecánica Teórica. Inicialmente se mostró afectado e intentó disculparse, pero ante las negativas acabó por decidir resaltar la independencia del poeta.
En 1973, año del golpe de Estado en Chile, pasó a formar parte de los académicos del Departamento de Estudios Humanísticos de la Facultad de Ciencias Físicas y Matemáticas de la Universidad de Chile, el cual se convertiría en un reducto de pensamiento libre durante el período de la dictadura militar que se extendería hasta los años 1990. En este Departamento coincidió nuevamente con Enrique Lihn, y tuvo como alumna a Diamela Eltit, quien décadas más tarde se convertiría también en una reconocida escritora. En la Facultad de Ciencias Físicas y Matemáticas le enseñó literatura a los estudiantes; cruzó sus conocimientos sobre física con las humanidades. Durante la dictadura militar, Parra decidió evitar las represalias y la censura, alejándose un poco de la antipoesía para desviar su atención hacia otros proyectos. En 1975, el único número de la revista Manuscritos reprodujo Quebrantahuesos (1952) y sus textos escatológicos dadaístas inéditos News from nowhere. Más tarde decidió idear sutiles mecanismos de denuncia a la dictadura militar de Augusto Pinochet, asumiendo para ello el alter ego del Cristo de Elqui (1898-1971) en Sermones y prédicas del Cristo de Elqui (1977) y Nuevos sermones y prédicas del Cristo de Elqui (1979).
Unos años después publicó sus Ecopoemas (1982) como una propuesta ecológica alternativa frente a los dos bloques político-económicos de la Guerra Fría: el socialismo y el capitalismo. Desde este enfoque, que mantendría durante los años 1980 y 1990, pudo criticar al sistema desde un enfoque no ideológico y por tanto menos riesgoso. Sus denuncias se volvieron luego más explícitas en Chistes parra desorientar a la policía poesía (1983) y en los poemas inéditos de su antología Poesía política (1983), estando también presentes en Coplas de Navidad (1983). También durante los años 1980, luego de aceptar dar una entrevista para el periódico poético Noreste dirigido por Cristián Warnken, comenzó a escribir para él una serie de columnas, en las que incluyó varios de sus «artefactos».

### Reconocimientos,Obras públicasy el centenario (1990-2018)

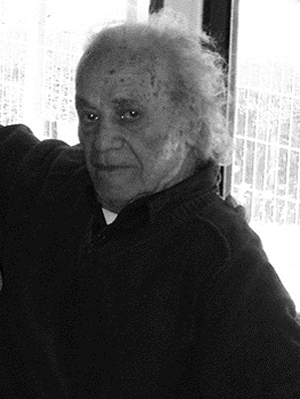
Nicanor Parra en 2005.

Luego del retorno a la democracia en su país a comienzos de los años 1990, se reactivaron los reconocimientos en su nombre. Hacia 1992 realizó una exposición visual junto al poeta Joan Brossa en Valencia. En 1994 el gobierno de Eduardo Frei Ruiz-Tagle le hizo un homenaje por sus ochenta años, junto al escritor José Donoso, quien ese mismo año cumplía setenta. Más tarde la Universidad Diego Portales lo contrató como director de Carrera de Escritura Creativa, un cargo más bien simbólico, y construyó una gran biblioteca bautizada con su nombre. Diversas instituciones y personas particulares intentaron postularlo al Premio Nobel de Literatura en tres ocasiones, en los años 1995, 1997 y 2000. Con motivo del tercer intento de postulación, se realizaron diversas actividades en Santiago, como una Muestra de Artefactos Visuales, conferencias y conversatorios en torno a la antipoesía en el Coloquio Internacional de Escritores e Intelectuales de la Universidad de Chile, muestras audiovisuales sobre su vida y obra en los patios de La Moneda y en la Plaza de la Constitución, obras de teatro basadas en su obra y recitales de poesía en su nombre. Parra no consiguió la candidatura, pero en 2001 fue galardonado con el Premio Reina Sofía de Poesía Iberoamericana de España. Acusando problemas de salud, el premio lo fue a recibir su hijo Juan de Dios, de manos de la Reina Sofía en el Palacio Real de Madrid. En 2000 también recibió el premio Honorary Fellow Saint Catharine's College que entrega la Universidad de Oxford a exalumnos o profesores destacados, apoyado por el profesor Robert Pring-Mill, uno de los grandes expertos sobre literatura latinoamericana en Europa, pero, al igual que el Premio Reina Sofía, no asistió a la ceremonia.

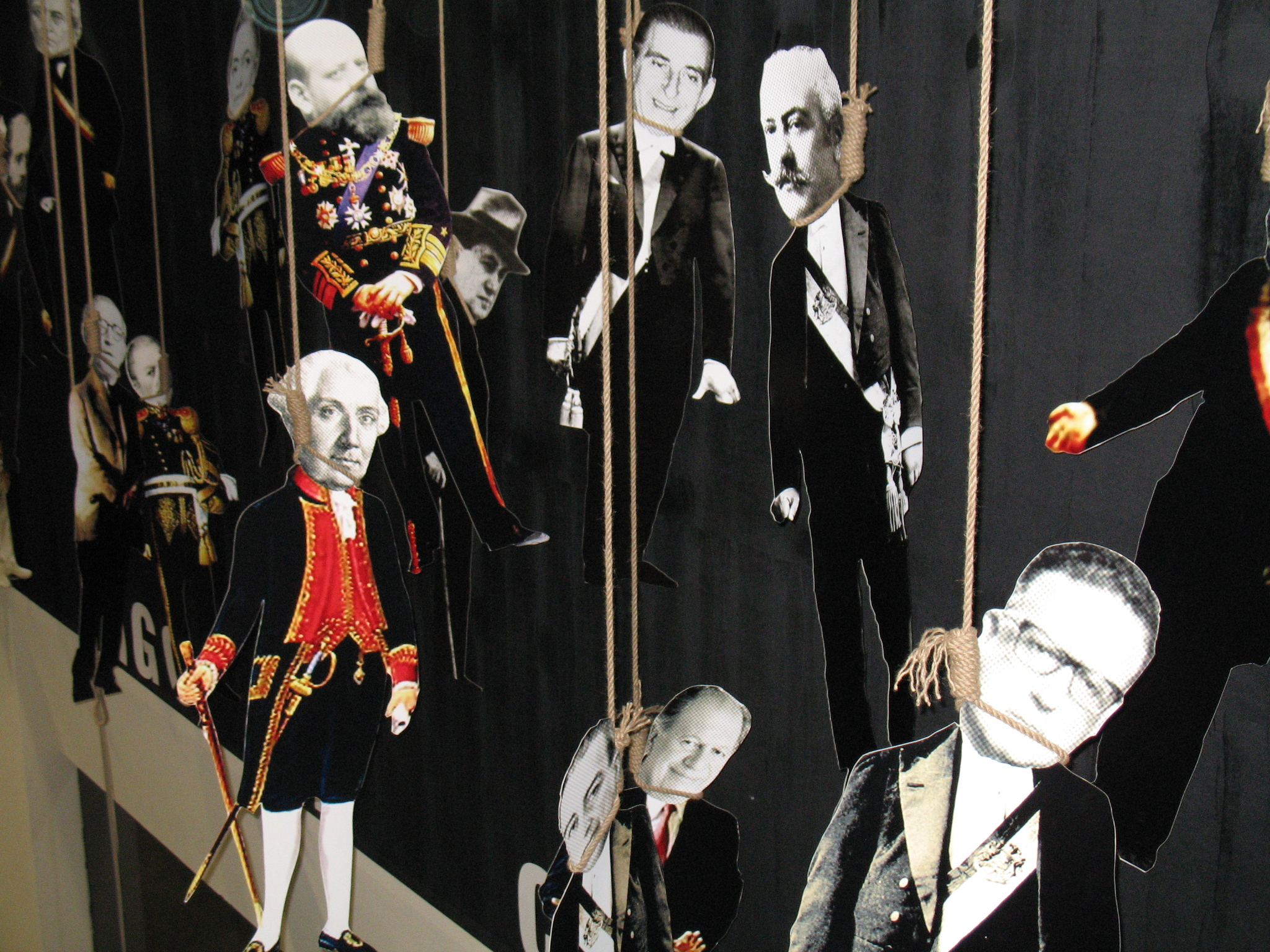
«El pago de Chile», controvertida instalación de su exposición Obras públicas (2006), donde exhibía a los presidentes de Chile colgados con una soga al cuello.

Utilizando esta serie de premios y homenajes como excusa, el autor comenzó a escribir sus autodenominados «discursos de sobremesa», en los cuales desplegó su pensamiento y crítica social. Varios de estos textos fueron publicados más tarde en su libro Discursos de sobremesa (2006). Sus denominados «artefactos visuales», instalaciones basadas en el reciclaje que materializan la idea de los antipoemas, fueron expuestos en Madrid y Santiago de Chile en 2001. En 2006 se montó su exposición mediática Obras públicas en el Centro Cultural Palacio La Moneda, la que a través de instalaciones como «El pago de Chile» causó un gran revuelo en el país. El mismo año apareció Obras completas & algo + (1935-1972), el primer volumen de sus obras completas, vendiéndose con gran éxito en la Feria Internacional del Libro de Santiago.
En septiembre de 2010, días después de cumplir 96 años, comenzó una huelga de hambre en apoyo a la treintena de comuneros mapuches que ayunaban desde el 12 de julio del mismo año.
El 1 de diciembre de 2011 fue galardonado con el Premio Cervantes, convirtiéndose en el tercer chileno en obtenerlo, luego de Jorge Edwards (1999) y Gonzalo Rojas (2003). Carmen Caffarel, entonces directora del Instituto Cervantes, expresó: «el Premio Cervantes reconoce esta vez no solo la valía de un creador universal, sino también la necesidad de la búsqueda de nuevas formas de expresión y la exploración de las fronteras comunicativas del ser humano». Excusándose por su avanzada edad, Parra no asistió a la premiación, y envió en su lugar a su nieto Cristóbal Ugarte.

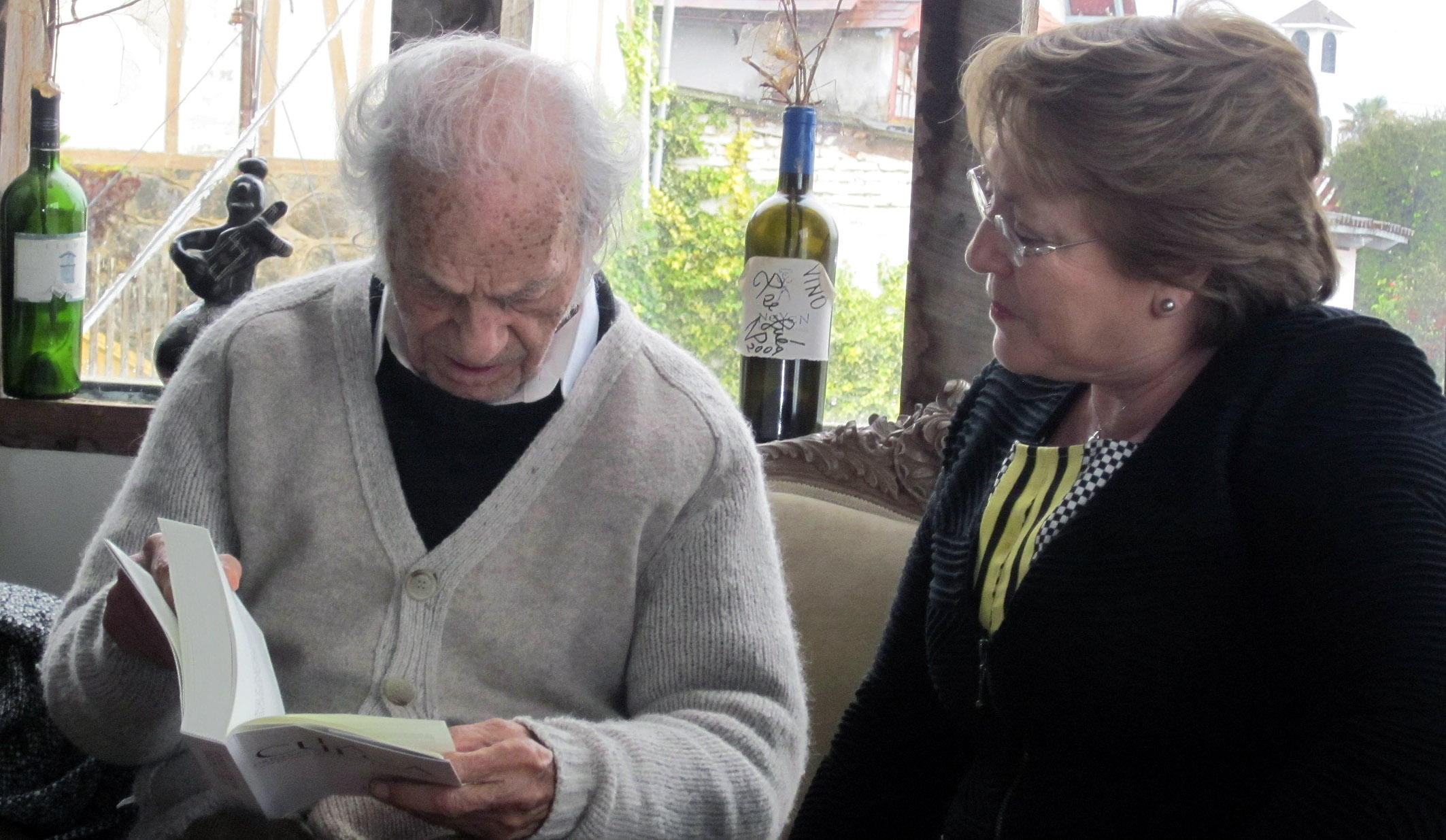
La expresidenta Michelle Bachelet visitó a Parra en 2014 por la celebración de su centenario.

El 7 de junio de 2012 fue galardonado con el Premio Iberoamericano de Poesía Pablo Neruda por su trayectoria y aporte a la literatura hispanoamericana. A partir de esta instancia, Niall Binns, miembro del jurado, editó La antología de Nicanor Parra según Niall Binns. La cuantía del premio ascendió a 60 000 dólares, más un diploma y una medalla. Parra tampoco asistió esta vez a la premiación, y durante la ceremonia su discurso fue leído nuevamente por su nieto Cristóbal.
El 5 de septiembre de 2014 Parra cumplió cien años, por lo cual se organizaron una serie de actividades conmemorando su vida y obra, como exposiciones con sus «artefactos» y un «parrafraseo» masivo de uno de sus poemas, «El hombre imaginario». Parra se mantuvo alejado de los homenajes, y solo recibió la visita de la expresidenta Michelle Bachelet en su casa en el balneario Las Cruces. Entre los pocos invitados que recibía en Las Cruces durante sus últimos años se encontraban escritores más jóvenes como Alejandro Zambra, su editor Matías Rivas o quien fuera su alumna en el Departamento de Estudios Humanísticos de la Universidad de Chile, la escritora Diamela Eltit.

### Fallecimiento

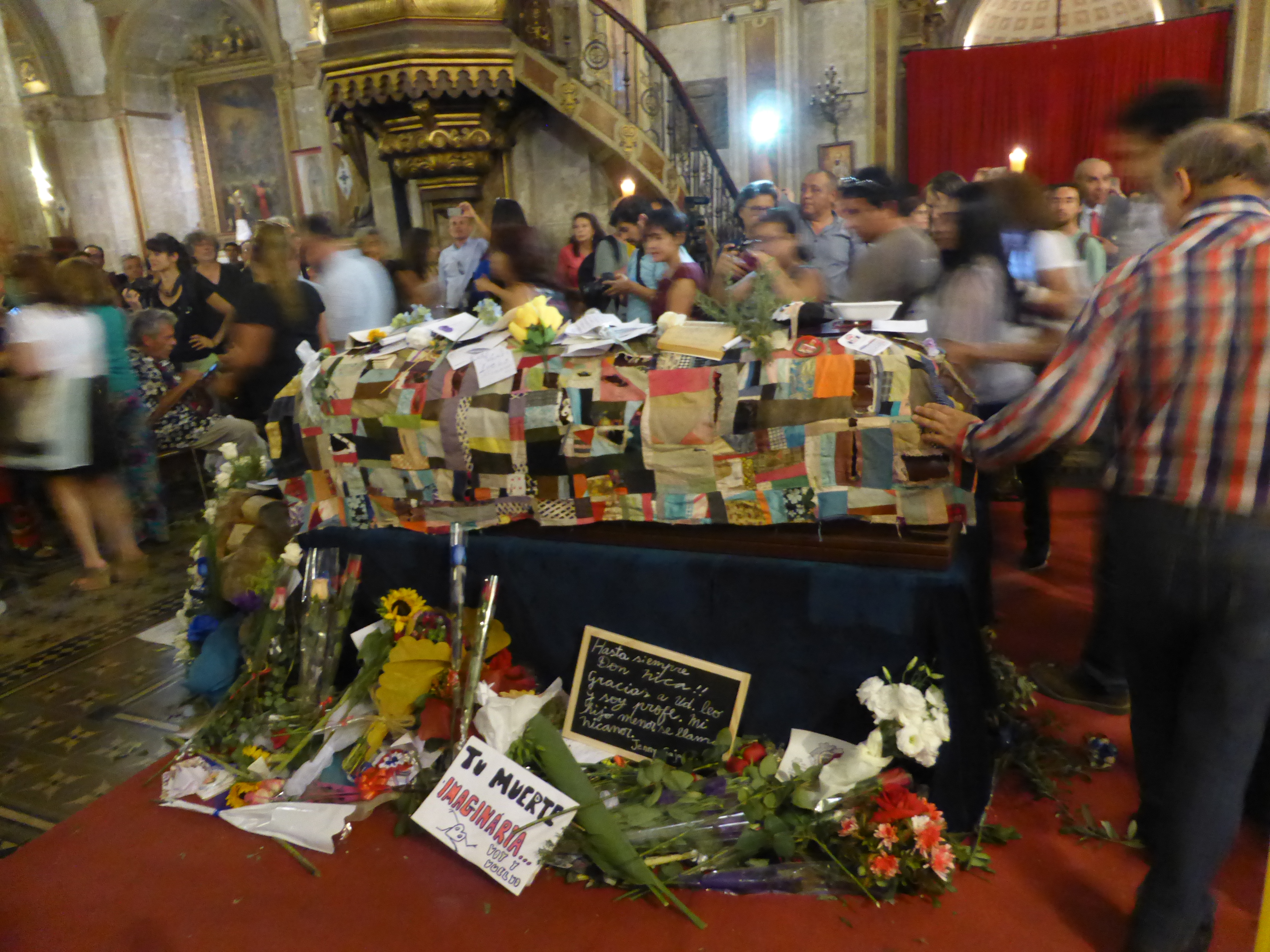
Despedida pública en la catedral de Santiago de Chile. Algunos mensajes junto a su ataúd: «Hasta siempre, Don Nica» y «Tu muerte imaginaria... Voy y vuelvo».

Nicanor Parra falleció la madrugada del 23 de enero de 2018, a la edad de 103 años, en la casa de la familia Parra en La Reina —bautizada por Violeta y Roberto Parra como «la universidad abierta de La Reina»—, donde habitaba desde agosto de 2017. Ese mismo día, el Gobierno de Chile decretó dos días de duelo nacional en homenaje al poeta. El Museo Violeta Parra abrió un libro de condolencias para la ciudadanía, para ser luego entregado a la familia del poeta.
El 24 de enero, los restos de Parra fueron trasladados a la Catedral Metropolitana de Santiago, donde se realizó su velatorio, al cual asistió la presidenta Michelle Bachelet y el presidente electo Sebastián Piñera. El funeral de Parra fue realizado en la parroquia La Asunción de Las Cruces, y luego sus restos fueron trasladados a la que fue su casa en dicha localidad, donde se enterraron en una ceremonia íntima, a la cual también acudió la presidenta Bachelet. En su ataúd se escribió la frase «Voy&Vuelvo», parte de sus «artefactos» y «trabajos prácticos».

## Estilo
La poesía de Parra varió mucho a través del tiempo. Durante su juventud, a fines de los años 1930, tuvo un breve paso como representante de la llamada poesía de la claridad, fuertemente inspirada en el recientemente asesinado Federico García Lorca, y creada como respuesta crítica al hermetismo y subjetivismo del vanguardismo histórico liderado por Huidobro, Neruda o los nuevos poetas surrealistas del Grupo La Mandrágora.
Luego de abandonar esta primera etapa, en lugar de adherirse al realismo socialista, del que criticó su poca credibilidad y su alta abstracción doctrinaria, decidió continuar una línea más vanguardista e incluso posvanguardista, ávida en la búsqueda y favorecida, por su faceta científica, de estructuras y mecanismos formales de creación. Su poesía es marcadamente crítica, cuestionadora, anticlerical, política y contingente, y junto a sus antipoemas posmodernos y analíticos se sitúan también poemas ecológicos y otros de tradición oral, popular y local. Utilizando recursos del absurdo, el humor, el arte callejero y la cultura popular, Parra se caracterizó por democratizar la poesía, acercándola a lectores de distinto nivel sociocultural.

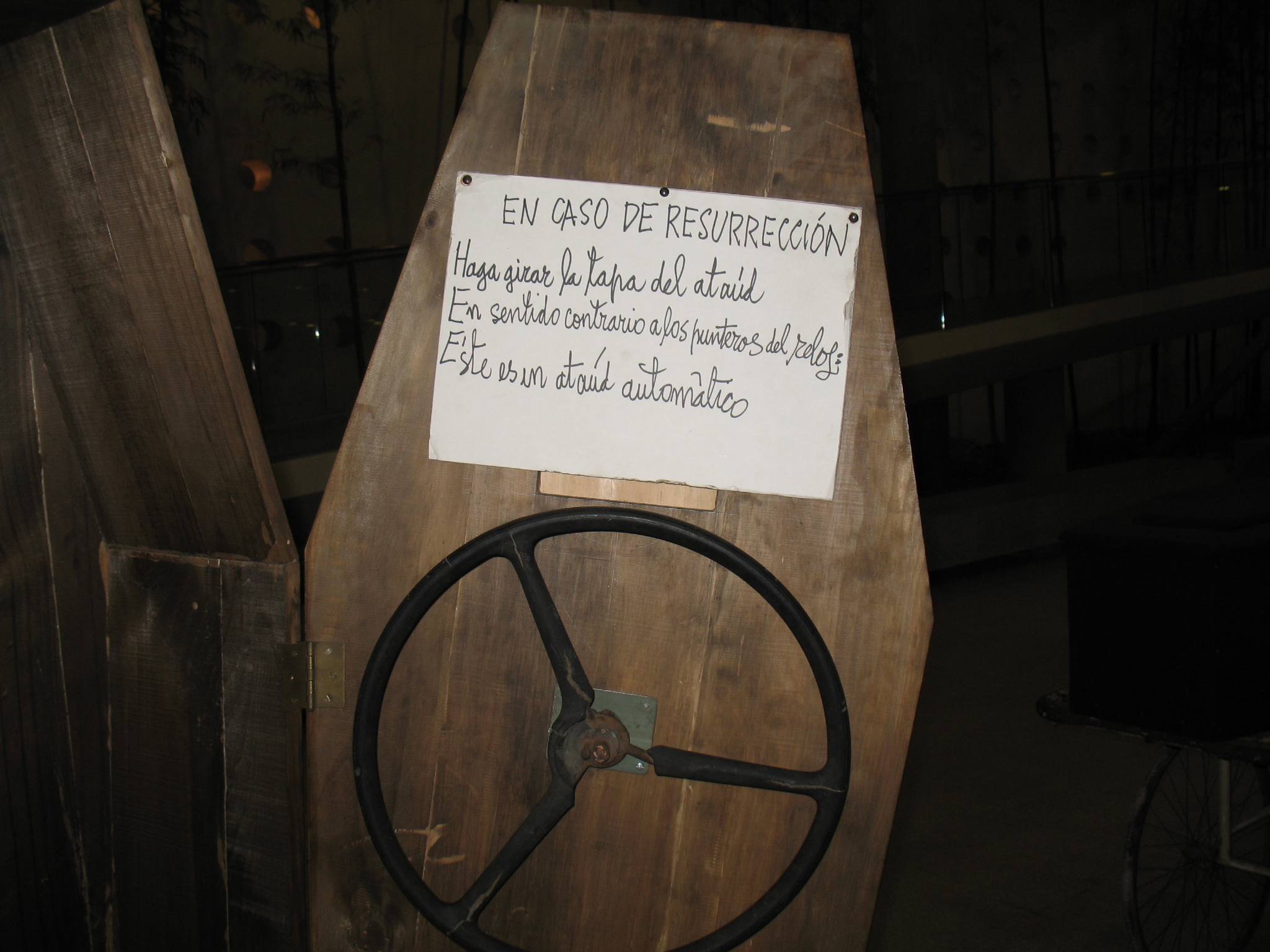
Un «artefacto» de Parra relacionado con la muerte, tema recurrente de su obra.

En cuanto al uso de la métrica, en sus primeros trabajos utilizó octosílabos para escribir romances criollos (Cancionero sin nombre, La cueca larga) y endecasílabos para sonetos paródicos («No hay olvido», «Hay un día feliz», Versos de salón), pero también comenzó a explorar desde temprano con el verso libre (Poemas y antipoemas). También son muy variadas tanto las voces de sus poemas (matemáticos, humoristas, locutores de radio, profesores, predicadores, abogados, etc.) como sus registros (epitafios, conversaciones, discursos fúnebres, oraciones cristianas, test, discursos de sobremesa, entre muchos otros). Desde los años 1970 comenzaría a trabajar con los poemas visuales de sus conocidos «artefactos», y desde los años 1990 investigaría en una flexibilización del pentámetro yámbico, para favorecer la fluidez en sus traducciones de William Shakespeare.
Parra fue muy exigente con sus poemas antes de publicarlos, por lo que una vez publicados, en sus versiones futuras suelen tener muy pocas variaciones. Pese a lo anterior, sí se mostró particularmente despreocupado por las puntuaciones, las que suelen variar de una versión a otra.
Para Niall Binns, la poesía parriana es ante todo realista, pero poblada al mismo tiempo de aquello que Fredric Jameson llama un «surrealismo sin el inconsciente», el cual es generado por el flujo vertiginoso de sus versos. Binns sostiene que los personajes de los poemas de Parra suelen estar desorientados y no comprenderse a ellos mismos ni a su entorno. Son, además, seres confusos y contradictorios, pero a diferencia de otros poetas como Darío, Huidobro, Vallejo o Neruda, son también víctimas de una crisis ideológica y epistemológica moderna, en Parra sus personajes están totalmente expuestos y desamparados, y no consiguen evadirse de dicha crisis.

## Influencias

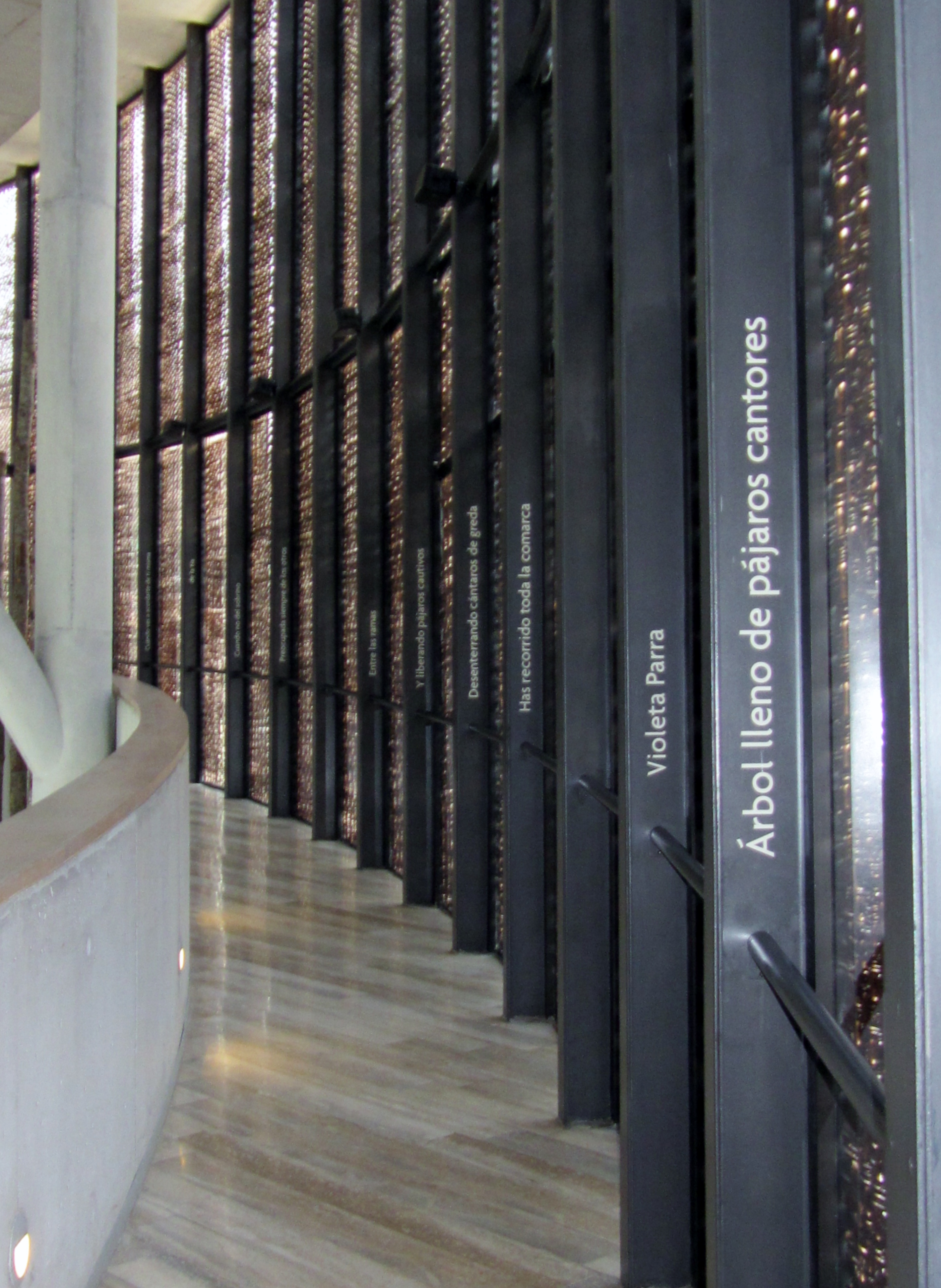
Poema «Defensa de Violeta», de Nicanor Parra, en el ingreso del Museo Violeta Parra en Santiago de Chile.

El poeta fue un gran admirador de la obra de William Shakespeare y en particular de Hamlet.
Su primer trabajo, Cancionero sin nombre (1937), estuvo fuertemente influenciado por Romancero gitano (1928) de García Lorca. A partir de 1938, y especialmente durante su viaje a Estados Unidos en 1943, conoció la obra de Walt Whitman, quien pese a tener una escritura seria, grandilocuente y narcisista, alejada a sus pretensiones, fue un referente para Parra durante aquella época, tanto por su tono relajado como por sus exploraciones con el verso libre. De estas lecturas de Whitman surgieron en Estados Unidos sus veinte «Ejercicios retóricos». Unos años más tarde, durante su estancia en Inglaterra, entre 1949 y 1952, conoció la obra de T. S. Eliot (de quien criticó su tono profético), W. H. Auden, Ezra Pound, William Blake, John Donne, el psicoanálisis de Sigmund Freud, las películas de Charles Chaplin, el particular humor de Franz Kafka y a los surrealistas. A lo anterior debe agregarse su relación de amistad con varios beatniks de la generación beat, y su conocimiento del arte pop propio de artistas como Andy Warhol. Todo esto le fue revelando nuevas técnicas en el manejo del verso, una consciencia acerca de su oficio como poeta, y la maduración de una voz más prosaica, distante e irónica.
Para el caso particular de La cueca larga (1958), un reconocimiento a la poesía popular, el autor reconoció su influencia en el Martín Fierro de José Hernández. En el caso de sus Artefactos (1972), una de sus influencias fue una obra temprana de su contemporáneo Roberto Matta, anterior a los años 1950. Parra también reconoce entre sus influencias el dadaísmo de Marcel Duchamp desde sus viajes a Estados Unidos en los años 1960, y considera su obra como neodadaísta y neokitsch.
En cuanto a otros poetas hispanoamericanos, si bien no constituyen influencias literarias propiamente tales, de acuerdo con Óscar Hahn a Parra le interesaban algunos poetas de tendencia postmoderna, que mezclaban la narratividad con el humor: la ironía social de Carlos Pezoa Véliz, la simpleza y el lugar común como recurso literario en Evaristo Carriego, el diálogo con ritmo de prosa de Ramón López Velarde, el sarcasmo crítico del Gotas amargas de José Asunción Silva, la burla y el desencanto de Luis Carlos López.

### Ideología política y filosófica

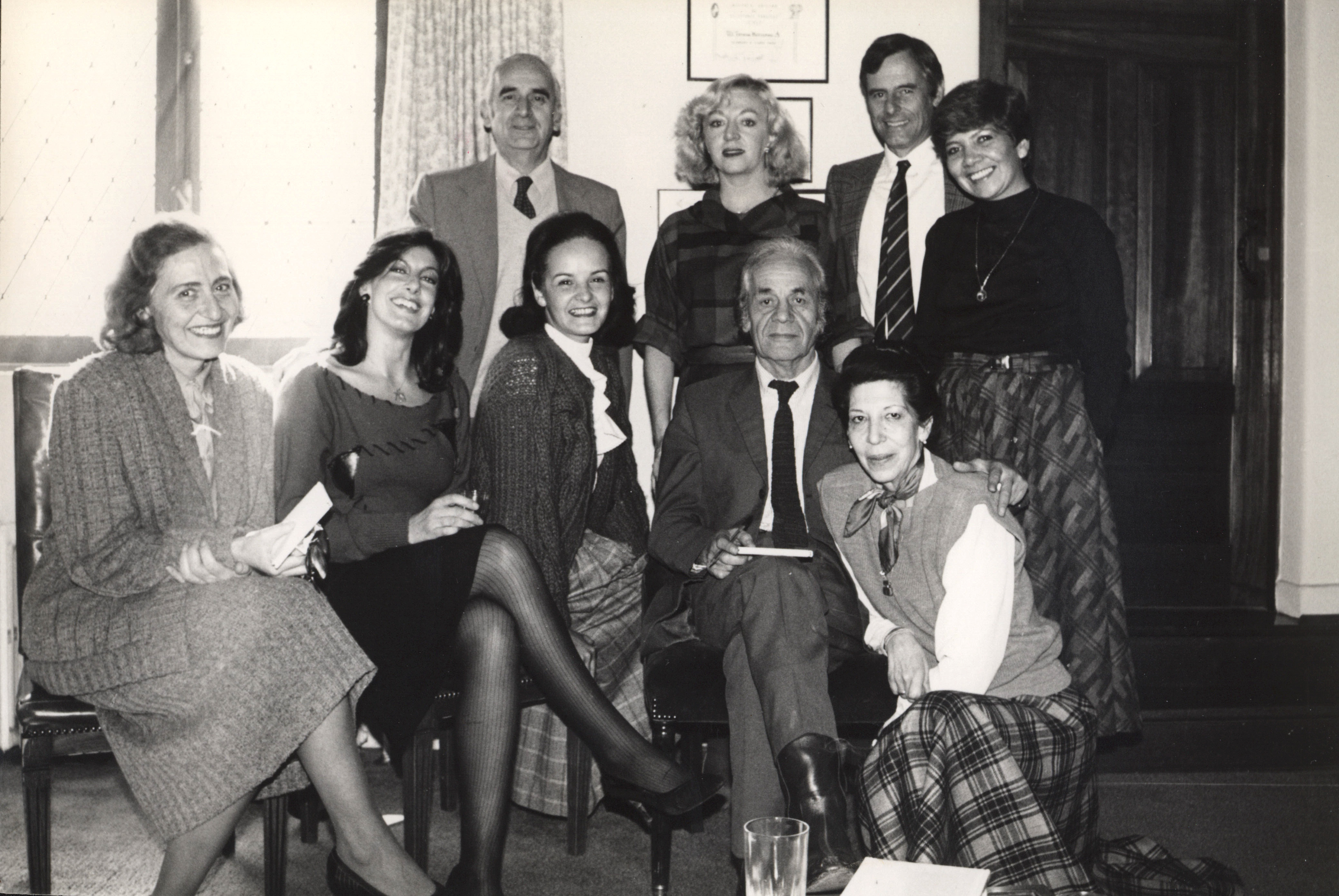
Parra (sentado) junto a William Thayer (arriba, al centro) y otras personas.

Parra siempre se mantuvo fiel a su origen humilde. Reconocido como una persona de izquierdas pero independiente, nunca militó en ningún partido, y sus relaciones con la izquierda y la derecha no fueron excluyentes, lo que le trajo varios problemas con partidarios de ambos espectros políticos. Durante los años 1960, antes del malentendido referido anteriormente con Pat Nixon, el autor tenía buenas relaciones tanto con Cuba y el comunismo como con Estados Unidos, si bien se comportaba más como un anarquista. Parra rechazaba los extremos políticos y se mostró díscolo tanto con gobiernos de centroizquierda como de derecha. Fue opositor al gobierno derechista de Jorge Alessandri (1958-1964), al del demócrata cristiano Eduardo Frei Montalva (1964-1970), y si bien en principio se mostró a favor, luego también criticó a la Unidad Popular de Salvador Allende (1970-1973). Luego del golpe de Estado de 1973 que dio inicio al período de la dictadura militar, la Junta Militar le ofreció ejercer algún cargo público, propuesta que Parra rechazó, para en su lugar convertirse en un destacado opositor de la dictadura de Augusto Pinochet (1974-1990), a costa de que varias de sus obras fueran censuradas. Pese a esta oposición, Parra tuvo algunas tibias relaciones con el periódico de derecha El Mercurio. Este tipo de contradicciones aparentes lo llevó a polemizar con escritores tales como Pablo Neruda, Gonzalo Rojas o Luis Merino Reyes, mientras este ejercía como presidente de la Sociedad de Escritores. Como defensa, el poeta realizó varios «artefactos» que ironizan acerca de las contradicciones políticas, y tales reflexiones lo llevaron a empatizar con la filosofía de John Keats.
| «yo soy más dadaísta que anarquista más anarquista que socialdemócrata más socialdemócrata que estalinista». Nicanor Parra | «Hasta cuándo siguen fregando la cachimba Yo no soy derechista ni izquierdista Yo simplemente rompo con todo». Nicanor Parra, en Artefactos |

En los años 1980, todavía en dictadura, en respuesta a la pugna entre el capitalismo y el comunismo imperante hacia el final de la Guerra Fría, en lugar de ceñirse a un bando fue uno de los primeros poetas hispanohablantes en comenzar a interesarse en el ecologismo político.
El antipoeta conoció personalmente a todos los presidentes chilenos elegidos democráticamente, desde Salvador Allende. De todos ellos, solo compartió una relación de amistad con Ricardo Lagos.
En 2011, su coterráneo Carlos Peña lo consideró «nuestro Heidegger o nuestro Wittgenstein».

## Obras
La obra de Parra abarca más de 75 años y más de una veintena de poemarios, a los que se suman numerosas antologías, catálogos, exposiciones visuales y colaboraciones en diversos proyectos artísticos. El antipoeta tiene trabajos con Enrique Lihn, Alejandro Jodorowsky, Pablo Neruda, Violeta Parra, Jaime Vadell, Joan Brossa y Congreso, entre otros. También se han escrito numerosos libros acerca de él, siendo el crítico literario José Miguel Ibáñez Langlois, alias Ignacio Valente, quien más se ha ocupado de su obra. Su antología más completa la conforman los dos tomos de Obras completas & algo +: 1935-1972 y 1975-2006. El propio Parra preparó también una antología titulada Poesía soviética rusa.
A continuación se listan los principales trabajos de su propia autoría:
- 1937 - Cancionero sin nombre
- 1954 - Poemas y antipoemas
- 1958 - La cueca larga
- 1962 - Versos de salón
- 1963 - Manifiesto
- 1967 - Canciones rusas
- 1969 - Obra gruesa
- 1971 - Los profesores
- 1972 - Emergency Poems
- 1972 - Artefactos
- 1977 - Sermones y prédicas del Cristo de Elqui
- 1979 - Nuevos sermones y prédicas del Cristo de Elqui
- 1981 - El anti-Lázaro
- 1982 - Poema y antipoema a Eduardo Frei
- 1982 - Ecopoemas
- 1983 - Chistes parra desorientar a la policía poesía
- 1983 - Poesía política
- 1983 - Coplas de Navidad (antivillancico)
- 1985 - Hojas de Parra (Ed. David Turkeltaub)
- 1997 - La Sagrada Familia
- 2004 - Lear, rey & mendigo
- 2006 - Discursos de sobremesa
- 2006 - Obras públicas
- 2014 - Temporal
- 2015 - Antiprosa

Adicionalmente, el autor posee un enorme caudal de material inédito, dentro del cual se cuentan media docena de poemarios escritos entre 1937 y 1954, un cuaderno de notas titulado Notas al borde del abismo, y abundante material creado desde los años 2000.

## Premios y reconocimientos
Nicanor Parra recibió los siguientes premios y reconocimientos:
- 1937 - Poeta laureado, en la Fiesta de la Primavera de Chillán
- 1938 - Premio Municipal de Santiago, por Cancionero sin nombre
- 1953 - Premio de Poesía Juan Said, Sociedad de Escritores de Chile
- 1954 - Premio del Concurso Nacional de Poesía, Sindicato de Escritores de Chile, por Poemas y antipoemas[11]
- 1955 - Premio Municipal de Santiago, por Poemas y antipoemas
- 1967 - Hijo Ilustre de Chillán, Municipalidad de Chillán[53]
- 1969 - Premio Nacional de Literatura
- 1972 - Beca Guggenheim[54]
- 1985 - Premio Richard Wilbur, American Literary Translators Association
- 1991 - Doctor Honoris Causa, Universidad de Brown
- 1991 - Premio Prometeo de Poesía, Asociación Prometeo de Poesía, España
- 1991 - Premio de Literatura Latinoamericana y del Caribe Juan Rulfo
- 1996 - Doctor Honoris Causa, Universidad de Concepción
- 1996 - Hijo Ilustre de San Fabián, Municipalidad de San Fabián[18]
- 1997 - Premio Luis Oyarzún, Universidad Austral de Chile
- 1997 - Medalla Gabriela Mistral, Gobierno de Chile
- 1998 - Medalla Abate Molina, Universidad de Talca
- 1999 - Medalla Rectoral, Universidad de Chile
- 2000 - Honorary Fellow, Saint Catharine's College, Universidad de Oxford
- 2000 - Doctor Honoris Causa, Universidad del Bío-Bío
- 2001 - Premio Bicentenario, Corporación Cultural de Chile y Universidad de Chile
- 2001 - Premio Reina Sofía de Poesía Iberoamericana
- 2004 - Premio Konex Mercosur: Letras[55]
- 2011 - Premio Miguel de Cervantes[38]
- 2012 - Premio Iberoamericano de Poesía Pablo Neruda[41]

### Postulaciones al Nobel
El poeta fue postulado al Premio Nobel de Literatura en diversas ocasiones. En 1969 sus trabajos ya eran bien conocidos en Estados Unidos debido a sus traducciones al inglés, dando inicio a lo que se ha referido como una «campaña a bajo nivel» en la que sus escritos se diseminaron en círculos académicos de Norteamérica. En 1972, Patricio Lerzundi ya lo señalaba como merecedor del premio en la revista de la Universidad de Columbia, con el apoyo de la Sociedad Hispanoamérica de Nueva York. La primera postulación oficial se produjo en 1995, mediada por la Universidad de Nueva York y con la coordinación de Marlene Gottlieb, quien reunió trescientas sesenta firmas de apoyo provenientes de profesores de literatura de Estados Unidos. El segundo intento lo encabezó la Universidad de Concepción en 1997. Tres años más tarde, el grupo Machitún-2000, encargado de difundir la obra del poeta, decidió postularlo para 2001, siendo la Universidad de Chile la encargada de dirigir la postulación, y contándose con el apoyo tanto de las universidades chilenas del Consejo de Rectores como de las universidades españolas Complutense de Madrid y de Valencia. En 2006 habría sido postulado nuevamente por quince universidades extranjeras, entre las que se encontraban varias estadounidenses. Para muchos escritores y críticos, entre los que se cuenta a Harold Bloom, Parra no habría recibido el Nobel únicamente debido a que Chile ya tenía a dos galardonados (Mistral y Neruda) mientras que otros países latinoamericanos como Brasil o Argentina no contaban con ninguno.